# 星出豊
星出 豊（ほしで ゆたか、1941年〈昭和16年〉6月27日 - ）は、日本の指揮者。東京声専音楽学校（現：昭和音楽大学）オペラ研究科修了。昭和音楽大学名誉教授。日本オペラ振興会指揮者。

## 経歴
- 1941年（昭和16年）- 東京都に生まれる
- 1954年（昭和29年）- 東京教育大学附属小学校（現・筑波大学附属小学校）卒業
- 1960年（昭和35年）- 東京教育大学附属中学校・高等学校（現・筑波大学附属中学校・高等学校）卒業
高校の同期には、川口順子（元外務大臣）、畔柳信雄（元三菱UFJフィナンシャル・グループ社長）、島村英紀（元国立極地研究所所長）、松本元（脳科学者）、横田洋三（国連大学学長特別顧問）などがいた。
- 東京声専音楽学校（現・昭和音楽大学）オペラ科修了
- 1969年（昭和44年）- 西ドイツへ渡った後、ニュルンベルク歌劇場副指揮者に就任
- 1970年（昭和45年）- ニュルンベルクにて『魔弾の射手』を演奏し、ヨーロッパデビュー
新星日本交響楽団初代正指揮者に就任
- 1971年（昭和46年）- 『ナブッコ』日本初演
- 1982年（昭和57年）- 『オルレアンの少女』日本初演
昭和音楽大学教授就任
日本オペラ振興会指揮者就任
藤原歌劇団団員[2]
日本オペラ協会会員[3]

## 著書
- ジャコモ・プッチーニ（知玄舎）ISBN 4-434-03401-4